# Lampona foliifera
Lampona foliifera is een spinnensoort uit de familie Lamponidae. De soort komt voor in West-Australië en het midden van Australië.